# Noodhulpteam

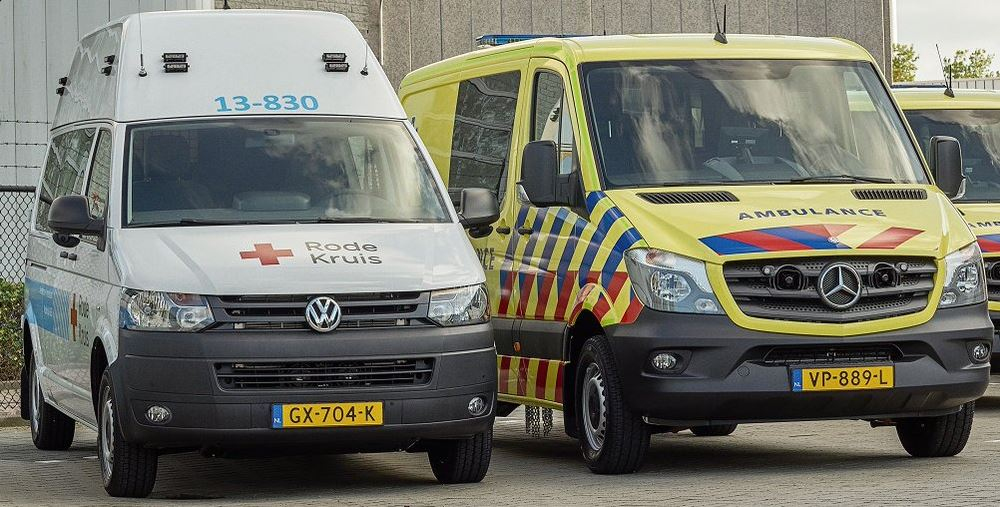
Calamiteitenvoertuigen 2016

Een noodhulpteam is een groep van vrijwilligers van het Nederlandse Rode Kruis. In Nederland is in iedere veiligheidsregio een noodhulpteam van deze organisatie beschikbaar. Ze wordt op aanwijzing van de Geneeskundige Hulpverleningsorganisatie in de Regio (GHOR) ingezet bij rampen of calamiteiten voor het verlenen van EHBO aan de lichtgewonde slachtoffers. 
In totaal zijn er achtentwintig noodhulpteams. Een team bestaat uit zes hulpverleners, een chauffeur en een teamleider. Elk noodhulpteam heeft een noodhulpvoertuig. Het is volgens de wet een voorrangsvoertuig. 

## Grootschalige Geneeskundige Bijstand
Bij een grote calamiteit met 10 of meer slachtoffers treedt het Grootschalig Geneeskundig Bijstandsmodel (GGB-model) in werking. Binnen het GGB-model werken een aantal ketenpartners binnen de geneeskundige, ofwel witte kolom samen binnen de Veiligheidsregio.

## Aansturing
Het noodhulpteam wordt in de koude fase aangestuurd door het hoofd noodhulpteam (vrijwilliger) en de Coördinator Hulpverlening (beroepskracht). In de warme fase is het team zelfstandig optredend en ontvangt instructies van de Officier van Dienst Geneeskundig van het GHOR, de TaakVerantwoordelijke Secundaire Triage (TV-ST) (een ambulanceverpleegkundige met een benoemde rol in het GGB) en de Incidentcoördinator van het Rode Kruis.

## Taken
Tijdens een inzet bij een calamiteit zijn de noodhulpteams gericht op de opvang, prioritering en behandeling van de zogenaamde T3-slachtoffers, oftewel de lichtgewonde slachtoffers. 
Deze groep slachtoffers worden bij aankomst geprioriteerd (ingedeeld naar de ernstigheid van de verwondingen) en op basis hiervan doorgestuurd naar de TaakVerantwoordelijke Secundaire Triage (TV-ST), een aan het noodhulpteam toegewezen Ambulanceverpleegkundige van het calamiteitenteam voor de daadwerkelijk triage. Een ernstiger gewond slachtoffer (T1 of T2) wordt doorgestuurd naar het calamiteitenteam voor behandeling. T3-slachtoffers worden verder behandeld in de T3-verzorglocatie.
In de regio Rotterdam-Rijnmond en op Texel (regio Noord-Holland-Noord) bestaat er het noodhulpteam-plus. Deze Rode Kruis vrijwiligers zijn geschoold om naast de zorg voor T3-slachtoffers ook te ondersteunen bij het opvangen van T1 en T2 slachtoffers.

## Bevolkingszorg
Heeft het slachtoffer geen medische verzorging nodig dan wordt deze zo mogelijk doorverwezen naar Bevolkingszorg van het Rode Kruis of de gemeente waar het incident plaats heeft gevonden.

## Samenwerking
Er wordt intensief samengewerkt met de ketenpartners van diverse hulpdiensten. In het model wordt in eerste instantie samengewerkt met het GHOR (OvD-G), de regionale RAV (Calamiteitenteam), het MMT en het Nederlands Instituut Publieke Veiligheid (Logistiek). Daarnaast kan ook samengewerkt worden met ziekenhuizen, huisartsen, GGD en bevolkingszorg. Samen vormen die één hulpverleningsketen. 
Bij opschaling kunnen meerdere noodhulpteams uit de verschillende veiligheidsregio's worden opgeroepen. De algehele coördinatie verloopt dan via de Incidentcoördinator van het Rode Kruis, in samenspraak met de OvD-G en Teamleider noodhulpteam ter plaatse. 
Op landelijk niveau neemt het Rode Kruis deel aan de stuurgroep en het programmateam GGB. Het hoofd noodhulp nationaal en landelijk accounthouder noodhulpteams nemen deel aan deze overleggen. 

## Uitrusting
Noodhulpteams beschikken over eigen voertuigen waarin mensen en materieel naar de locatie wordt vervoerd.
Het noodhulpteam heeft aanvullende materialen bij zich:

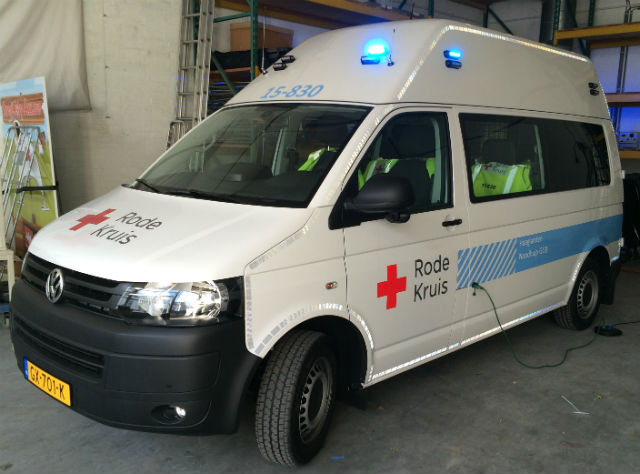
Voertuig noodhulpteam

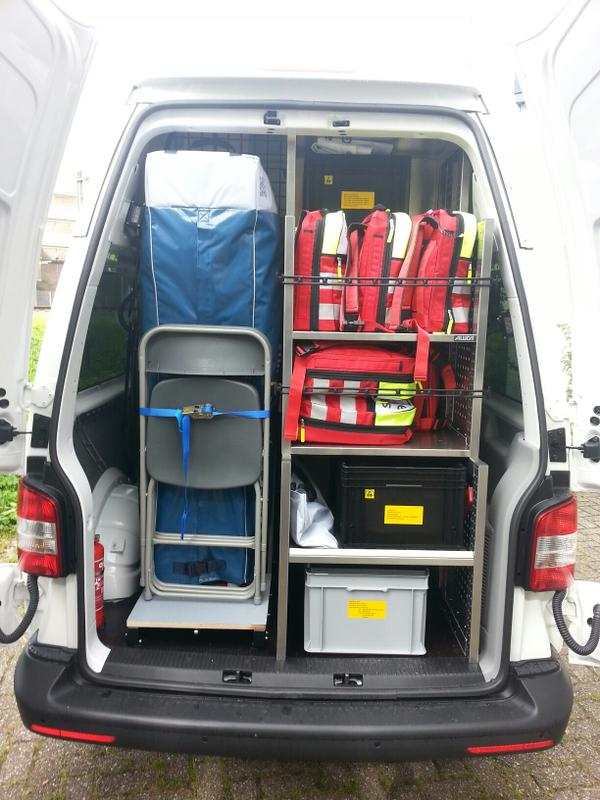
Uitrusting noodhulpteam

- EHBO-materialen
- Warmtedekens
- Tent met meubilair
- Isolatiepakketten

## Operationele hulpverlening
De oproep verloopt via de Meldkamer Ambulancezorg, waarbij via het P2000-netwerk noodhulpteamleden via hun pagers worden opgeroepen. 
Een oproep verloopt altijd automatisch bij incidenten waarbij 30 (Code 30) of meer slachtoffers aanwezig zijn. Daarnaast kan de OvD-G ervoor kiezen om een noodhulpteam op te roepen als zelfstandige eenheid, soms in combinatie met een team Bevolkingszorg van het Rode Kruis. In de drie noordelijke veiligheidsregio's (Friesland, Groningen en Drenthe) wordt het noodhulpteam bij incidenten met 10 (Code 10) of meer slachtoffers opgeroepen. 
Tijdens een inzet fungeren de noodhulpteams als zelfstandige eenheden die onder verantwoordelijkheid van de OvD-G en de teamleider noodhulpteam hun werk uitvoeren binnen zogeheten stations, waarbij de prioritering, behandeling en registratie van T3-slachtoffers uitgevoerd wordt.

## Waarderingen
Als leden aaneensluitend, of met een onderbreking van ten hoogste twee maanden, gedurende voor een periode van tien jaar in dienst van een noodhulpteam zijn komen zij in aanmerking voor het Vrijwilligersmedaille Openbare Orde en Veiligheid. Daarnaast komen zij in aanmerking voor de Medaille voor trouwe dienst van het Nederlandse Rode Kruis.

## Opleiding

### Basisopleidingen
Naast een ruime praktijkervaring is voor deelname afronding van de volgende leermodules van het Rode Kruis noodzakelijk.
1. EHBO-diploma
2. Uitgebreide Eerste Hulp
3. Eerste hulpverlenen bij evenementen
4. Omgang met portofoon en mobilofoon

### Opleiding
Er zijn vier opleidingen, alle vrijwilligers doorlopen eerst de opleiding 'hulpverlener noodhulpteam'. Daarna kunnen ze eventueel een opleiding tot chauffeur, teamleider of hoofdnoodhulpteam kunnen volgen.